# Joan Maria Clavaguera i Llauradó
Joan Maria Clavaguera i Llauradó (Riudoms, 1957) és un periodista i professor universitari català. Fou director de Catalunya Ràdio del 1995 al 2002 i director de l'Agència Catalana de Notícies del 2011 al 2016.
Es va llicenciar en periodisme a la Universitat Autònoma de Barcelona (UAB). El 1977 entrà a la COPE de Reus com a cap d'informatius, d'on passà a la corresponsalia de l'Avui. Des del 1987 treballà primer de cap d'informatius i posteriorment de director de la Cadena 13-Tarragona, on esdevindria el seu director.. El 1987 entrà a Catalunya Ràdio on va ocupar diversos càrrecs abans de ser nomenat el 1992 responsable de Catalunya Informació i el 1993, cap dels serveis informatius. Des del 1995 fou director de Catalunya Ràdio i del 2011 al 2016 director de l'Agència Catalana de Notícies. Com a docent, forma part de l'equip directiu del departament de Periodisme de Blanquerna (Universitat Ramon Llull), on també imparteix classes.